# 聖身奧妙歌

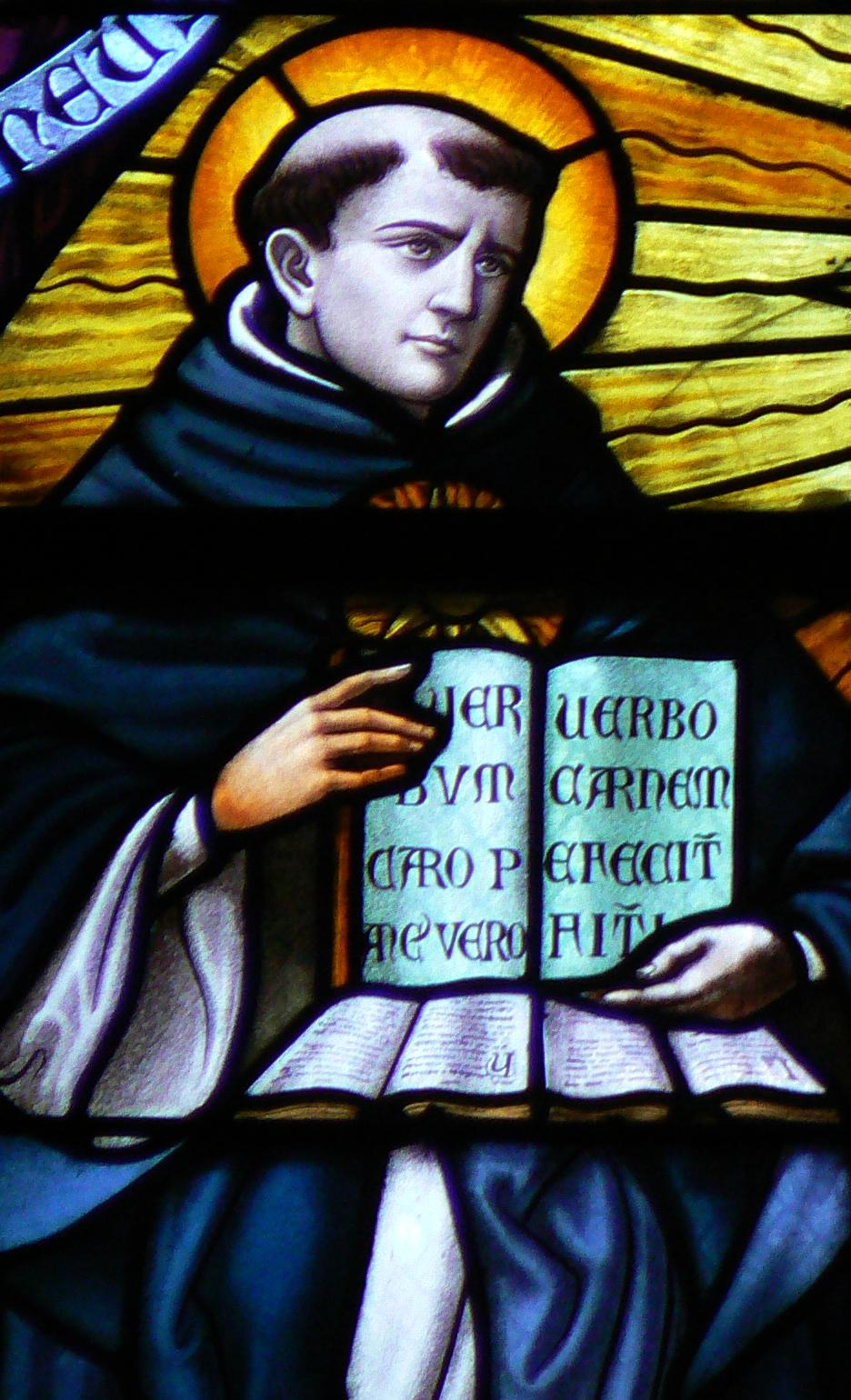
繪有托馬斯·阿奎那的彩色玻璃，圖中手持的書上有《聖身奧妙歌》的部分歌詞。

《聖身奧妙歌》（Pange lingua gloriosi corporis mysterium，拉丁語發音：[ˈpandʒe ˈliŋɡwa ɡloriˈosi ˈkorporis miˈsteri.um]）是一首由聖托马斯·阿奎那作詞的中世紀拉丁語聖詩，通常會在基督聖體聖血節（Corpus Christi）唱誦。

## 歌詞

### 拉丁文
Pange, lingua, gloriósi

Córporis mystérium,

Sanguinísque pretiósi,

Quem in mundi prétium

Fructus ventris generósi

Rex effúdit géntium.

Nobis datus, nobis natus

Ex intácta Vírgine,

Et in mundo conversátus,

Sparso verbi sémine,

Sui moras incolátus

Miro clausit órdine.

In suprémæ nocte coenæ

Recúmbens cum frátribus

Observáta lege plene

Cibis in legálibus,

Cibum turbæ duodénæ

Se dat suis mánibus.

Verbum caro, panem verum

Verbo carnem éfficit:

Fitque sanguis Christi merum,

Et si sensus déficit,

Ad firmándum cor sincérum

Sola fides súfficit.

Tantum ergo sacraméntum

Venerémur cérnui:

Et antíquum documéntum

Novo cedat rítui:

Præstet fides suppleméntum

Sénsuum deféctui.

Genitóri, Genitóque

Laus et jubilátio,

Salus, honor, virtus quoque

Sit et benedíctio:

Procedénti ab utróque

Compar sit laudátio.

Amen. Alleluja.

### 中文 (普天頌讚第201首，1936年)
我之歌喉，須當讚揚，榮耀聖身奧妙藏，

寶血價值，超乎萬有，流自世界永生王，

此王昔日誕降下方，流血原為救萬邦。

捨棄榮光，卑躬屈己，親由童貞下誕降，

甘與世人雜居談論，真理種子徧撒廣，

痛苦忍耐艱難生命，結以聖事妙典章。

受死前宵，晚食方供，主在十二門徒中，

先將古時律法依從，逾越節期敬守奉；

再供糧食，更貴更豐，主手親授己之躬。

主本真道，降於人身，今使餅成己聖身，

酒成聖血，分於眾人，領者與主契合深。

知覺雖然難窮奧妙，信心却得見其真。

我眾向主虔誠叩拜，參加聖事心敬畏；

往昔禮文，今歸停息，今日恭奉新禮節；

信心外與覺官相協，心中內觀更明澈。

但願盡性，盡心，盡意，讚美聖哉父與子，

尊崇，歌頌，讚美，稱揚，萬代萬年永不止；

同時永念聖靈仁愛，父子聖靈三一體。阿們。 

### 中文 (天主教)
信友請來讚美上主，稱頌奧妙之聖體。

又請稱頌至聖寶血，主因贖世盡傾流。

萬邦之王生於聖母，自甘流血為人類。

自作犧牲賜與我等，生於聖潔童貞女。

在世居住愛情昭著，福音廣佈苦不辭。

凡數十年歷盡艱辛，立斯聖事顯奇跡。

受難前夕最後晚餐，偕諸兄弟齊坐席。

徹底遵守古教規禮，巴斯卦節食羔羊。

還要親自將己體血，分給門徒作糧食。

天主聖子一言甫出，麵餅即化成聖體。

葡萄酒亦成為聖血，此中奧妙洞悉難。

為使爾能信心堅固，只須藉仗活信德。

皇皇聖體尊高無比，我們俯首致欽崇。

古教舊禮已成陳跡，新約禮儀繼聖功。

五官之力有所不及，應由信德來補充。

讚美聖父讚美聖子，歡欣踴躍來主前。

歌頌救主凱旋勝利，頌揚主德浩無邊。

聖神發自聖父聖子，同尊同榮同威嚴。亞孟。

## 外部連結
- 聖身奧妙歌（香港聖約翰座堂） （页面存档备份，存于）